# ヴワディスワフ・レオン・サピェハ

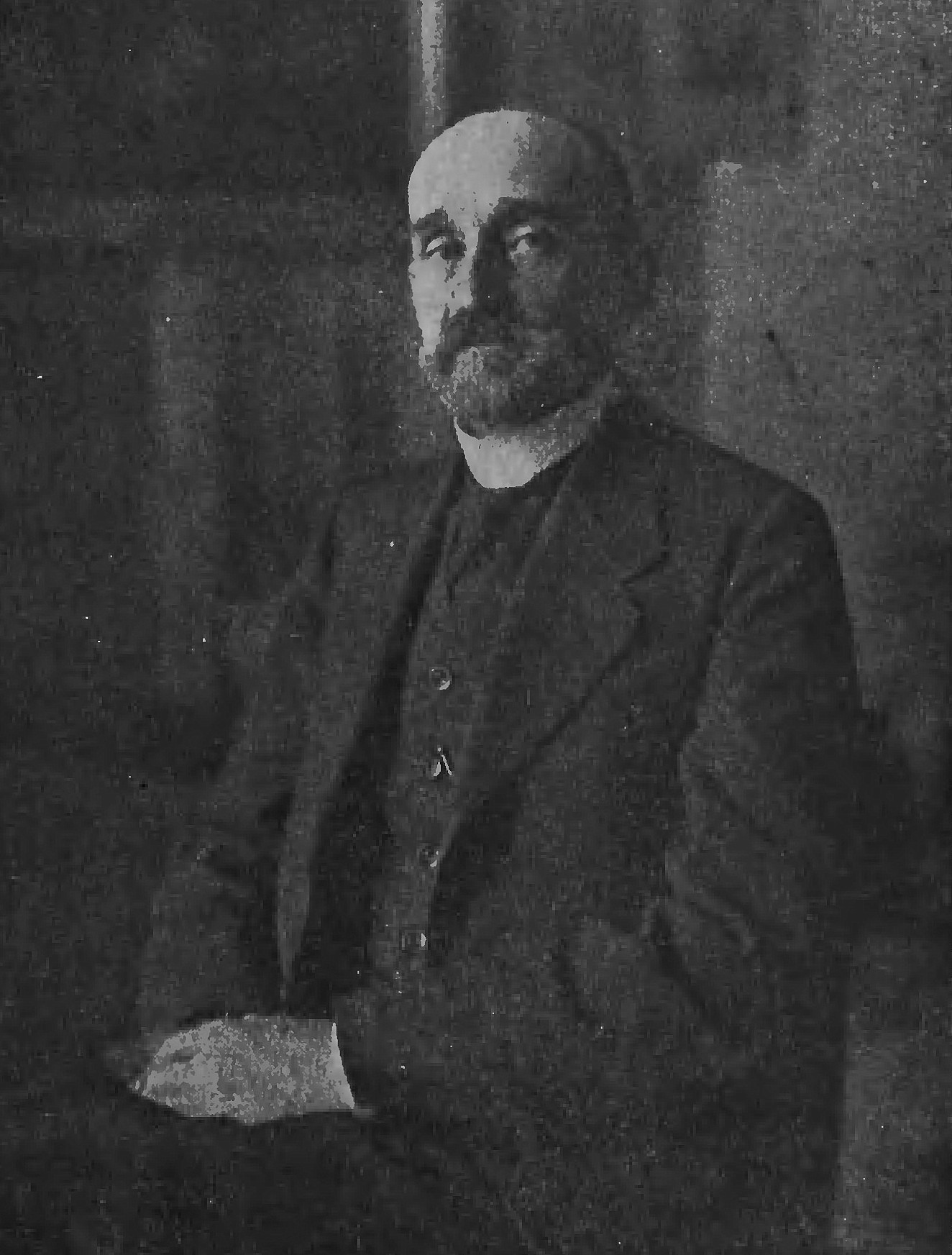
ヴワディスワフ・レオン・サピェハ

ヴワディスワフ・レオン・アダム・フェリクス・サピェハ（Władysław Leon Adam Feliks Sapieha, 1853年5月30日 クラシチン - 1920年4月29日 ルヴフ）は、オーストリア＝ハンガリー（二重帝国）のポーランド人貴族、政治家。サピェハ家の公（侯爵（Fürst）/公爵（książę））。
アダム・スタニスワフ・サピェハ公とその妻のヤドヴィガ・サングシュコ公女（1830年 - 1918年）の間の長男として生まれた。1871年から1876年までレンベルク大学で法学を学んだ後、1877年から1882年までレンベルク（現在のウクライナ領リヴィウ州リヴィウ）の総督府で官吏として働いた。その後、父よりクラシチン（現在のポトカルパチェ県プシェムィシル郡）など1万8000haもの広大な所領の経営を受け継ぎ、進歩的で優秀な農業・林業経営者として知られた。
1883年から1889年まで、また1908年から1914年までガリツィア王国議会議員を務め、同議会ではイェジ・コンスタンティ・チャルトリスキ公らとともに穏健派グループに属した。1907年よりオーストリア貴族院議員を務めた。1886年よりガリツィア農業協会の幹部会員となり、1906年には同協会プシェムィシル支部の支部長となった。1883年よりガリツィア農業信用金庫に関わり、またガリツィア勧業銀行の監査役にも就任した。1878年よりレンベルクのオッソリネウム（Ossolineum）民族研究所の理事となり、1910年には居城クラシチン城（Zamek w Krasiczynie）の古文書を研究所に寄贈した。第1次世界大戦中にガリツィアがロシア軍によって占領されていた間は、傷病者に対する人道的な活動で知られた。
1881年にエルジュビェタ・ポトゥリンスカ伯爵夫人（1859年 - 1947年）と結婚し、8男2女の10人の子女をもうけた。サピェハは五男のアダム・ジグムント・サピェハ（1892年 - 1970年）を通じて、ベルギー王妃マチルドの玄祖父にあたる。